# Salles-sur-l’Hers
Salles-sur-l’Hers – miejscowość i gmina we Francji, w regionie Oksytania, w departamencie Aude.
Według danych na rok 1990 gminę zamieszkiwało 476 osób, a gęstość zaludnienia wynosiła 25 osób/km² (wśród 1545 gmin Langwedocji-Roussillon Salles-sur-l’Hers plasuje się na 527. miejscu pod względem liczby ludności, natomiast pod względem powierzchni na miejscu 408.).

## Zabytki
Zabytki w miejscowości posiadające status monument historique:
- Donżon (donjon)
- kościół św. Mateusza (Église Saint-Mathieu)